# Latécoère 582
Latécoère 582 là một loại tàu bay tuần tra tầm xa của Pháp trong thập niên 1930, do hãng Latécoère thiết kế chế tạo cho Hải quân Pháp.

## Tính năng kỹ chiến thuật
Dữ liệu lấy từ 
Đặc tính tổng quan
- Sải cánh: 28,00 m (91 ft 10 in)
- Trọng lượng cất cánh tối đa: 11.600 kg (25.574 lb)
- Động cơ: 3 × Gnome-Rhône 14Kirs , 660 kW (890 hp)  mỗi chiếc

Hiệu suất bay
- Vận tốc cực đại: 280 km/h (174 mph; 151 kn)